# Blackpink: Light Up the Sky
Blackpink: Light Up the Sky es un documental musical sobre el grupo femenino surcoreano Blackpink, dirigido por Caroline Suh, que realiza un seguimiento al grupo desde sus inicios hasta su etapa más exitosa. Fue estrenado el 14 de octubre de 2020 en Netflix, dos semanas después del lanzamiento de su primer álbum de estudio, siendo el primer documental sobre k-pop de esta plataforma.

## Antecedentes
El 13 de febrero de 2020, se rumoreó que el grupo femenino Blackpink tendría su propio documental en Netflix, tras el anuncio por parte de YG Entertainment, productora del grupo, que las artistas se encontraban trabajando en un gran proyecto y, junto con ello, en la plataforma de Netflix se pudo apreciar una sugerencia titulada "Sin Título Blackpink Documental", por lo que la compañía de streaming debió salir a aclarar la situación, informando simplemente que no había noticias oficiales al respecto.
Siete meses más tarde, el 8 de septiembre de 2020, YG Entertainment en conjunto con Netflix publicaron sorpresivamente un póster oficial, informando sobre el lanzamiento de Blackpink: Light Up the Sky, un documental sobre el exitoso grupo femenino de Corea del Sur, que sería estrenado a través de esta plataforma de streaming en todo el mundo el 14 de octubre de 2020.
Dirigido por Caroline Suh (Salt Fat Acid Heat) y producido por RadicalMedia, se informó que el documental presentará varias entrevistas grabadas con las miembros de Blackpink, Jisoo, Jennie, Rosé y Lisa, que nunca antes se habían proyectado, desde sus días como aprendices hasta convertirse en la sensación global que son hoy. «La película culmina con su histórica actuación en el Festival Coachella de 2019, donde Blackpink fue el primer grupo de chicas de k-pop en subir a ese escenario"» señaló el comunicado.
«El fenómeno del k-pop se ha extendido por todo el mundo, y Blackpink parece ser el grupo de música femenina más reconocible y popular del mundo», dijo Adam Del Deo, vicepresidente de documentales de Netflix. Además se indicó que la fuerte conexión de la directora Caroline Suh con las miembros del grupo «ofrece momentos honestos y orgánicos, para que los espectadores puedan ver la auténtica vida de Blackpink».
El 23 de septiembre de 2020, Netflix lanzó un breve adelanto del documental, como parte de sus próximos estrenos en la plataforma, mientras que el 30 de septiembre fue publicado el tráiler oficial del documental.
El 5 de octubre, la cuenta oficial de Netflix Film Club en YouTube publicó un vídeo reacción de las miembros de Blackpink viendo el tráiler del documental e invitando a verlo el día de su estreno, además de un vídeo resumen sobre el grupo y las razones de por qué las personas deben ver el documental.

## Sinopsis
Blackpink: Light Up the Sky es un documental con acceso total, que cubre los cuatro años, desde el explosivo debut de Blackpink en 2016, con imágenes de vídeo de sus días de entrenamiento donde veremos su hogar, la vida e historias detrás de escena y entrevistas honestas con las miembros. El documental sigue las pruebas y tribulaciones de ser una estrella del k-pop, el proceso de grabación del álbum debut del grupo, The Album, el próximo debut en solitario de Rosé, y culmina con su histórica actuación en Coachella en 2019.

## Elenco
- Kim Ji-soo, más conocida como Jisoo.
- Kim Jennie, más conocida como Jennie.
- Roseanne Park, más conocida como Rosé.
- Lalisa Manoban, más conocida como Lisa.
- Park Hong-jun, más conocido como Teddy Park, productor musical.
- Joe Rhee, más conocido como Vince, productor musical.

## Producción
El documental es dirigido por Caroline Suh y producido por Cara Mones, mientras que la producción ejecutiva está a cargo de RadicalMedia, a través de Jon Kamen, David Sirulnick y Zara Duffy.

## Promoción
El mismo día en que se anunció el lanzamiento del documental, se informó que, a partir del mismo 14 de octubre, estarían disponibles para todos los usuarios en Netflix de manera gratuita los avatares de las cuatro miembros del grupo.
Antes del estreno del documental, Blackpink celebró una conferencia de prensa global en Seúl, acompañadas por la directora Caroline Suh de la ciudad de Nueva York a través de una videoconferencia el 13 de octubre. El evento se transmitió en vivo y sin público debido a la contingencia de la Pandemia de COVID-19. Tras el lanzamiento de la película el 14 de octubre, los íconos de perfil de las cuatro miembros del grupo estuvieron disponibles en Netflix.

## Recepción de la crítica
Natalie Winkelman de The New York Times calificó la película como un «documental entrañable que enfatiza la individualidad de cada miembro ya que traza una línea desde las desafiantes vidas que Blackpink llevó como aprendices hasta la presión y la soledad que ahora enfrentan como celebridades globales», pero critica la forma en que el documental se negó a «profundizar en la forma en que YG Entertainment diseña y comercializa talento a una edad tan temprana».
Kate Halliwell de The Ringer elogió a la directora de cine diciendo que Suh «atraviesa los estereotipos más fuertes del k-pop para llegar a la verdad detrás no solo del grupo, sino de las cuatro mujeres únicas que lo conforman».
Kate Erbland de IndieWire le dio a la película una calificación de "B", denominándola como «brillante y divertida» y que, aunque la película ofrecía una «introducción íntima» a Blackpink y «conocimientos más profundos sobre el precio de la fama», pasaba mucho por alto la otra cara del k-pop y carecía de un «examen en profundidad de la experiencia del ser aprendiz».

## Reconocimientos

### Premios y nominaciones
| Año  | Evento               | Premio                           | Resultado | Ref.   |
| ---- | -------------------- | -------------------------------- | --------- | ------ |
| 2020 | MusicDaily Awards    | Mejor documental                 | Ganador   | [ 17 ] |
| 2020 | United By Pop Awards | Mejor documental musical del año | Nominado  | [ 18 ] |
| 2021 | SEC Awards           | Mejor documental                 | Ganador   | [ 19 ] |

### Listados
| Publicación | Lista                                                                           | Ranking  | Ref.   |
| ----------- | ------------------------------------------------------------------------------- | -------- | ------ |
| Newsweek    | 18 Music and Concert Documentaries to Watch on Netflix Until Live Music Returns | Incluida | [ 20 ] |
| Netflix     | Most Viewed Documentary Across Asia                                             | 1.º      | [ 21 ] |
| Seventeen   | Best Movies of 2020                                                             | 3.º      | [ 22 ] |
| Teen Vogue  | The Best K-Pop Moments of 2020                                                  | Incluida | [ 23 ] |